# Frederick W. Rowe
Frederick William Rowe (ur. 19 marca 1863 w Wappingers Falls, zm. 20 czerwca 1946 w Rockville Centre) – amerykański polityk, członek Partii Republikańskiej.

## Działalność polityczna
W okresie od 4 marca 1915 do 3 marca 1921 przez trzy kadencje był przedstawicielem 6. okręgu wyborczego w stanie Nowy Jork w Izbie Reprezentantów Stanów Zjednoczonych.